# Phyllodactylus lepidopygus
Phyllodactylus lepidopygus (листопалий гекон західний) — вид геконоподібних ящірок родини Phyllodactylidae. Ендемік Перу.

## Поширення і екологія
Західні листопалі гекони поширені в прибережних районах на заході центрального Перу і в західних передгір'ях Анд, переважно в регіоні Ліма, а також в сусідніх регіонах Анкаш та Іка, зокрема в заповіднику Ломас-де-Лачай. Вони живуть в хмарних прибережних оазах ломас, в більш сухих заростях Tillandsia в прибережних пустелях та в кам'янистих передгір'ях, зустрічаються в людських поселеннях. Живляться мокрицями, павуками, метеликами, двокрилими, твердокрилими та іншими безхребетними. Самиці відкладають лише одне яйце.

## Збереження
МСОП класифікує цей вид як вразливий. Phyllodactylus lepidopygus загрожує знищення природного середовища.